# خورخي أرافينا
خورخي أرافينا (بالإسبانية:Jorge Aravena) ولد في (1 أكتوبر 1969) في ليما عاصمة البيرو من أب أصله من تشيلي يدعى خورخي لويس أرافينا , وأم بيروفية تدعى فارو ماسياس انتقلوا للعيش في فنزويلا وهنالك نشأ ترعرع فيها وبدأ الحياة المهنية فيها كانت أول أدوار له عام 1992, يعتبر من أشهر مسلسلاته التي مثل فيها هو مسلسل ماريا كلارا الذي عرض على الشاشات العربية لأول مرة عام 2003 بقناة إم‌ بي‌ سي 4 مثل فيها دور البطولة بجانب الممثلة الفنزويلية سكارليت أورتيز بدور كارلوس راؤول فونسيكا, وأيضا تم عرض مسلسل له ولكن ليس بدور البطولة بل دور ثانوي بسيطة في مسلسل آخر تم عرضه أيضا على شاشات العربية باسم قلوب لاتعرف الحب (مسلسل) بدور دافيد رومو على فناة أبوظبي دراما.

## روابط خارجية
- خورخي أرافينا على موقع IMDb (الإنجليزية)
- خورخي أرافينا على موقع قاعدة بيانات الفيلم (الإنجليزية)
- خورخي أرافينا على موقع كينوبويسك (الروسية)